# Nectarinia moreaui
Nectarinia moreaui é uma espécie de ave da família Nectariniidae.
É endémica da Tanzânia.
Os seus habitats naturais são: regiões subtropicais ou tropicais húmidas de alta altitude.
Está ameaçada por perda de habitat.